# يوري (اسم ياباني)
يوري (ゆ り، ユ リ) (yuri) هو اسم ياباني انثوي يمكن كتابة يوري باستخدام أحرف كانجي مختلفة مما يعطي معاني مختلفة كما يمكن كتابة الاسم أيضًا في هيراغانا أو كاتاكانا. إحدى معانى اسم يوري كالفتاة في اللغة اليابانية يعني زنبق ،

## أشخاص
- يوري أمانو (由梨؟، مواليد 1966), ممثلة صوت يابانية
- يوري ابيهارا (友里؟، مواليد 1979), عارضة أزياء وممثلة يابانية
- يوري إيتشي (由理؟، مواليد 1972), ايدول ومغنية راب يابانية
- يوري كان (由理؟، مواليد 1978), عداءة مسافات طويلة يابانية
- يوري كاشيرا (由里؟), مغنية الأوبرا اليابانية
- يوري كوشياما (百合؟، 1921–2014), ناشطة يابانية أمريكية
- يوري كومورا (مواليد 1992), لاعبة هوكي جليدي يابانية
- يوري كومورو (友里؟، born 1976), ممثلة وكاتبة يابانية
- يوري ماسودا (祐里؟، مواليد 1977), مغنية يابانية
- يوري ميتسوي (ゆり؟، مواليد 1968), عارضة أزياء وممثلة يابانية
- يوري ناغاي (友理؟، مواليد 1992) لاعبة هوكي يابانية
- يوري ناكاغاوا (友里؟), عارضة أزياء يابانية
- يوري ناكامورا (友理؟، مواليد 1982), ممثلة ومغنية يابانية
- يوري ناكامورا (مغنية) (由利؟), ملحنة ومغنية يابانية
- يوري ناروشيما (ゆり؟), رسامة مانغا يابانية
- يوري شيراتوري (由里؟، مواليد 1968), ممثلة صوت ونغنية يابانية
- يوري يامانو (ゆり؟، مواليد 1982), شخصية تلفزيونية وعارضة يابانية
- يوري ياماوكا (ゆり؟), ممثلة صوت يابانية
- يوري ياسودا (有里؟، مواليد 1983), سيدة أعمال يابانية